# 小行星5893
小行星5893（5893 Coltrane）是一颗绕太阳运转的小行星，为主小行星带小行星。该小行星于1982年3月15日发现。

## 轨道参数
小行星5893的轨道半长轴为2.6062467 UA，离心率为0.087。